# Brycinus tholloni
Brycinus tholloni és una espècie de peix de la família dels alèstids i de l'ordre dels caraciformes. És un peix d'aigua dolça i de clima tropical present a les conques fluvials costaneres del Gabon i de la República del Congo.
Els mascles poden assolir 10,5 cm de longitud total.